# Aphragmus obscurus
Aphragmus obscurus là một loài thực vật có hoa trong họ Cải. Loài này được (Dunn) O.E.Schulz mô tả khoa học đầu tiên năm 1933.